# Paolo Guaschino
Paolo Guaschino (Casale Monferrato, 4 ottobre 1929) è un ex calciatore italiano, di ruolo difensore.

## Caratteristiche tecniche
Giocava come terzino sinistro.

## Carriera
Cresce nel settore giovanile dell'Alessandria che, dopo una stagione in Serie C al Mortara, lo lancia in prima squadra a diciannove anni nella stagione 1948-1949, nella quale colleziona 29 presenze in Serie B senza mai segnare. Gioca con i Grigi anche nella stagione 1949-1950, nel corso della quale disputa altre 11 partite nella serie cadetta; rimane in squadra anche nella stagione 1950-1951 nonostante la retrocessione dell'anno precedente, ed in Serie C ritrova stabilmente il posto da titolare giocando 29 partite e mettendo a segno 3 reti.
A fine anno viene acquistato dal Marzotto, appena promosso in Serie B per la prima volta nella sua storia, e nella stagione 1951-1952 disputa 8 partite nella serie cadetta con la maglia della squadra veneta, che lo riconferma anche per la stagione 1952-1953 nella quale Guaschino disputa altre 10 partite senza mai segnare. Rimane al Marzotto anche per una terza stagione, sempre in Serie B, nella quale gioca altre 9 partite per un totale di 27 presenze senza gol con la maglia dei biancoazzurri vicentini.
Nell'estate del 1954 cambia quindi nuovamente squadra, accasandosi al Bolzano in Serie C; l'esperienza con la squadra altoatesina dura una sola stagione (16 presenze ed una rete), e nel 1955 si trasferisce al Foggia in IV Serie. Nella stagione 1955-1956 gioca 2 partite, con la squadra che chiude il campionato al secondo posto in classifica. Viene riconfermato anche per la stagione 1956-1957, nella quale contribuisce al raggiungimento del terzo posto finale in classifica con 4 presenze senza reti.
In carriera ha giocato complessivamente 67 partite in Serie B, categoria in cui ha anche messo a segno 3 gol.